# Барб'янелло
Барб'янелло (італ. Barbianello, п'єм. Barbianello) — муніципалітет в Італії, у регіоні Ломбардія, провінція Павія.
Барб'янелло розташований на відстані близько 450 км на північний захід від Рима, 45 км на південь від Мілана, 14 км на південь від Павії.
Населення — 893 особи (2014).
Покровитель — святий Юрій.

## Демографія
Населення за роками:

Станом на 1 січня 2023 року в муніципалітеті офіційно проживав 91 іноземець з 19 країн, серед них 32 громадяни країн Євросоюзу та 12 громадян України.

## Сусідні муніципалітети
- Альбаредо-Арнабольді
- Броні
- Кампоспінозо
- Казанова-Лонаті
- Пінароло-По
- Редавалле
- Санта-Джулетта